# Basket Zaragoza 2023-2024
Questa voce raccoglie le informazioni riguardanti il Basket Zaragoza 2002 nelle competizioni ufficiali della stagione 2023-2024.

## Stagione
La stagione 2023-2024 del Basket Zaragoza 2002 è la 15ª nel massimo campionato spagnolo di pallacanestro, la Liga ACB.

## Roster
Aggiornato al 31 dicembre 2024.
| Casademont Zaragoza 2023-24 | Casademont Zaragoza 2023-24 |
| Giocatori                   | Staff tecnico               |
| --------------------------- | --------------------------- |

| N. | Naz.                                                   | Ruolo | Nome                   | Anno | Alt.   | Peso   |  |
| -- | ------------------------------------------------------ | ----- | ---------------------- | ---- | ------ | ------ |  |
| 2  | Stati Uniti (bandiera) · Giamaica (bandiera)           | P     | Trae Bell-Haynes       | 1995 | 188 cm | 79 kg  |  |
| 3  | Georgia (bandiera) · Spagna (bandiera)                 | P     | Rat'i Andronik'ashvili | 2001 | 194 cm | 84 kg  |  |
| 4  | Spagna (bandiera)                                      | AP    | Santiago Yusta (C)     | 1997 | 200 cm | 86 kg  |  |
| 5  | Spagna (bandiera)                                      | G     | Lucas Langarita        | 2005 | 195 cm | 90 kg  |  |
| 7  | Spagna (bandiera)                                      | AP    | Miguel González        | 1999 | 203 cm | 85 kg  |  |
| 8  | Cuba (bandiera)                                        | AG    | Yoanki Mencía          | 1997 | 198 cm |        |  |
| 10 | Serbia (bandiera)                                      | C     | Dejan Kravić           | 1990 | 211 cm | 109 kg |  |
| 11 | Nigeria (bandiera) · Gran Bretagna (bandiera)          | G     | Obi Emegano            | 1993 | 193 cm | 98 kg  |  |
| 12 | Polonia (bandiera)                                     | AG    | Tomasz Gielo           | 1993 | 205 cm | 102 kg |  |
| 13 | Stati Uniti (bandiera)                                 | G     | Mark Smith             | 1999 | 195 cm | 100 kg |  |
| 15 | Stati Uniti (bandiera) · Nigeria (bandiera)            | C     | Jahlil Okafor          | 1995 | 208 cm | 122 kg |  |
| 19 | Bosnia ed Erzegovina (bandiera) · Finlandia (bandiera) | AG    | Emir Sulejmanović      | 1995 | 205 cm | 100 kg |  |
| 20 | Italia (bandiera)                                      | P     | Andrea Cinciarini      | 1986 | 193 cm | 85 kg  |  |
| 21 | Stati Uniti (bandiera) · Georgia (bandiera)            | G     | Thaddus McFadden       | 1987 | 188 cm | 82 kg  |  |
| 27 | Argentina (bandiera)                                   | G     | Felipe Minzer          | 2007 | 196 cm | 90 kg  |  |
| 28 | Spagna (bandiera)                                      | P     | Álex Moreno            | 2004 | 193 cm | 85 kg  |  |
| 29 | Mali (bandiera) · Spagna (bandiera)                    | C     | Youssouf Traoré        | 2006 | 205 cm | 99 kg  |  |
| 32 | Spagna (bandiera)                                      | AC    | Daniel Muñoz           | 2003 | 205 cm |        |  |
| 44 | Spagna (bandiera)                                      | P     | Javier García          | 2001 | 185 cm |        |  |
| 50 | Stati Uniti (bandiera)                                 | C     | Mitchell Watt          | 1989 | 208 cm | 107 kg |  |
| 70 | Australia (bandiera) · Irlanda (bandiera)              | AG    | Finn Delany            | 1995 | 200 cm | 106 kg |  |
| 88 | Spagna (bandiera)                                      | P     | Dídac Cuevas           | 2000 | 178 cm | 78 kg  |  |
| -  | Spagna (bandiera)                                      | AC    | Ruben Valero           | 2006 | 200 cm |        |  |

| Allenatore |
| - Porfirio Fisac                                                                                               |
| Assistente/i                                                                                                   |
| - Jack Burgess - Sergio Lamúa - Rodrigo San Miguel Legenda - (C) Capitano - (IN) Inattivo - Infortunato Roster |

## Mercato

### Sessione estiva
| Acquisti | Acquisti          | Acquisti             | Acquisti      | Acquisti |
| R.a      | Nome              | da                   | Modalità      |          |
| -------- | ----------------- | -------------------- | ------------- | -------- |
| P        | Trae Bell-Haynes  | Budućnost            | svincolato    |          |
| P        | Andrea Cinciarini | Pall. Reggiana       | svincolato    |          |
| P        | Javier García     | Estela Santander     | fine prestito |          |
| P        | Álex Moreno       | Kickz Ibam Monaco    | svincolato    |          |
| G        | Obi Emegano       | Free agent           | svincolato    |          |
| G        | Mark Smith        | BG 74 Gottinga       | svincolato    |          |
| GA       | Miguel González   | Força Lleida         | svincolato    |          |
| AG       | Tomasz Gielo      | Merkezefendi Denizli | svincolato    |          |
| AG       | Emir Sulejmanović | Bilbao Berri         | svincolato    |          |
| C        | Dejan Kravić      | V.L. Pesaro          | svincolato    |          |
| C        | Jahlil Okafor     | Capitanes C.M.       | svincolato    |          |
| C        | Youssouf Traoré   | Pablo Laso Academy   | svincolato    |          |

| Cessioni | Cessioni           | Cessioni       | Cessioni               | Cessioni |
| R.       | Nome               | a              | Modalità               |          |
| -------- | ------------------ | -------------- | ---------------------- | -------- |
| P        | Stefan Jović       | Valencia       | definitivo (250.000 €) |          |
| P        | Chris Wright       | Free agent     | fine contratto         |          |
| PG       | Marcel Ponitka     | Legia Varsavia | fine contratto         |          |
| G        | Justinian Jessup   | N.Z. Breakers  | fine contratto         |          |
| AP       | Howard Sant-Roos   | Murcia         | fine contratto         |          |
| AG       | Pablo Aso          | Salou          | fine contratto         |          |
| AG       | Iván Cruz          | Palencia       | rescissione            |          |
| AG       | Dino Radončić      | Bayern Monaco  | fine contratto         |          |
| AG       | Boriša Simanić     |                | ritirato               |          |
| C        | Tryggvi Hlinason   | Bilbao Berri   | fine contratto         |          |
| C        | Aday Mara          | UCLA Bruins    | fine contratto         |          |
| C        | Christian Mekowulu | Wolves         | fine contratto         |          |
| C        | Maodo Nguirane     | Melilla        | fine contratto         |          |

### Dopo l'inizio della stagione
| Acquisti | Acquisti               | Acquisti           | Acquisti          | Acquisti   |
| R.       | Nome                   | da                 | Data              | Modalità   |
| -------- | ---------------------- | ------------------ | ----------------- | ---------- |
| C        | Mitchell Watt          | Shaanxi Wolves     | 25 settembre 2023 | svincolato |
| AG       | Yoanki Mencía          | Hunan Jinjian Rice | 6 ottobre 2023    | svincolato |
| G        | Thaddus McFadden       | Murcia             | 22 novembre 2023  | svincolato |
| P        | Rat'i Andronik'ashvili | TSU Tbilisi        | 3 gennaio 2024    | svincolato |
| P        | Dídac Cuevas           | Tizona Burgos      | 17 gennaio 2024   | svincolato |
| AG       | Finn Delany            | N.Z. Breakers      | 7 marzo 2024      | svincolato |

| Cessioni | Cessioni          | Cessioni       | Cessioni         | Cessioni       |
| R.       | Nome              | a              | Data             | Modalità       |
| -------- | ----------------- | -------------- | ---------------- | -------------- |
| P        | Javier García     | Palma          | 26 ottobre 2023  | prestito       |
| G        | Obi Emegano       | Free agent     | 20 novembre 2023 | fine contratto |
| C        | Jahlil Okafor     | Zhejiang Lions | 27 novembre 2023 | rescissione    |
| P        | Andrea Cinciarini | V.L. Pesaro    | 7 dicembre 2023  | rescissione    |
| AG       | Tomasz Gielo      | Free agent     | 1 febbraio 2024  | rescissione    |